# Smołnik
Smołnik (bułg. Смолник) – wieś w Bułgarii, w obwodzie Burgas, w gminie Karnobat. W 2023 roku liczyła 99 mieszkańców.